# Ste-Croix (Nizza)

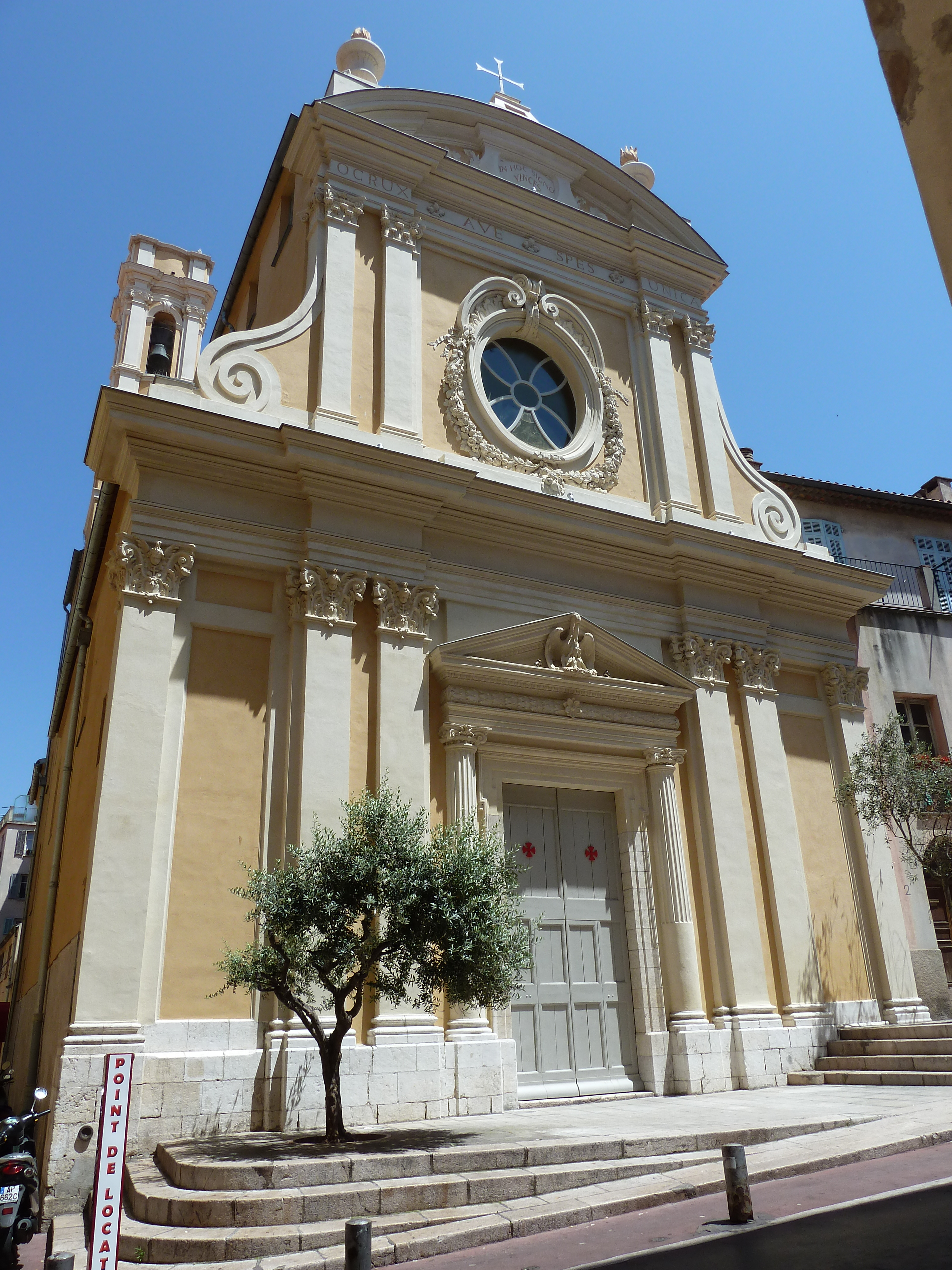
Ste-Croix (Nizza)

Die Kapelle Ste. Croix (auch: Chapelle des Pénitents blancs) ist eine römisch-katholische Kirche in der südfranzösischen Stadt Nizza. Die Kirche ist seit dem Jahr 1987 als Monument historique anerkannt.

## Lage und Patrozinium
Die Kirche steht im Altstadtkern von Nizza (Vieux Nice) in Hanglage in der Rue Saint Joseph Nr. 2. Sie ist zu Ehren des Heiligen Kreuzes geweiht. Sie gehört zur Pfarrei Paroisse Saint Jean XXIII.

## Geschichte

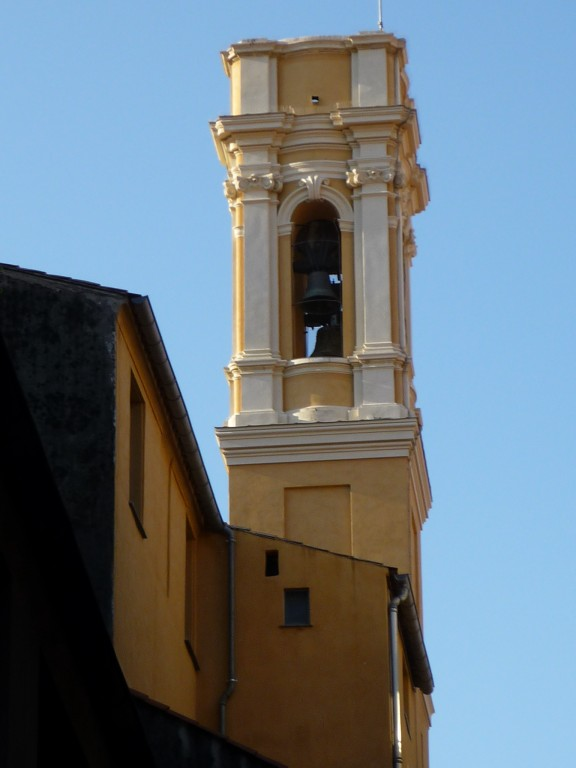
Ste-Croix (Nizza)

Die Bruderschaft der Pénitents blancs („weißen Büßer“) ging in Nizza 1306 aus der Predigt der Dominikaner hervor. Ab 1518 besaßen sie eine Heilig-Kreuz-Kapelle, die jedoch mit der Zeit zu klein wurde. Deshalb kauften sie 1761 die Kapelle des ehemaligen Kapuzinerklosters in der Rue Saint-Joseph und ließen sie 1767 durch den Architekten Antonio Spinelli (1726–1819) für ihre Zwecke neu erbauen. Die Fassade datiert von ca. 1875.

## Ausstattung

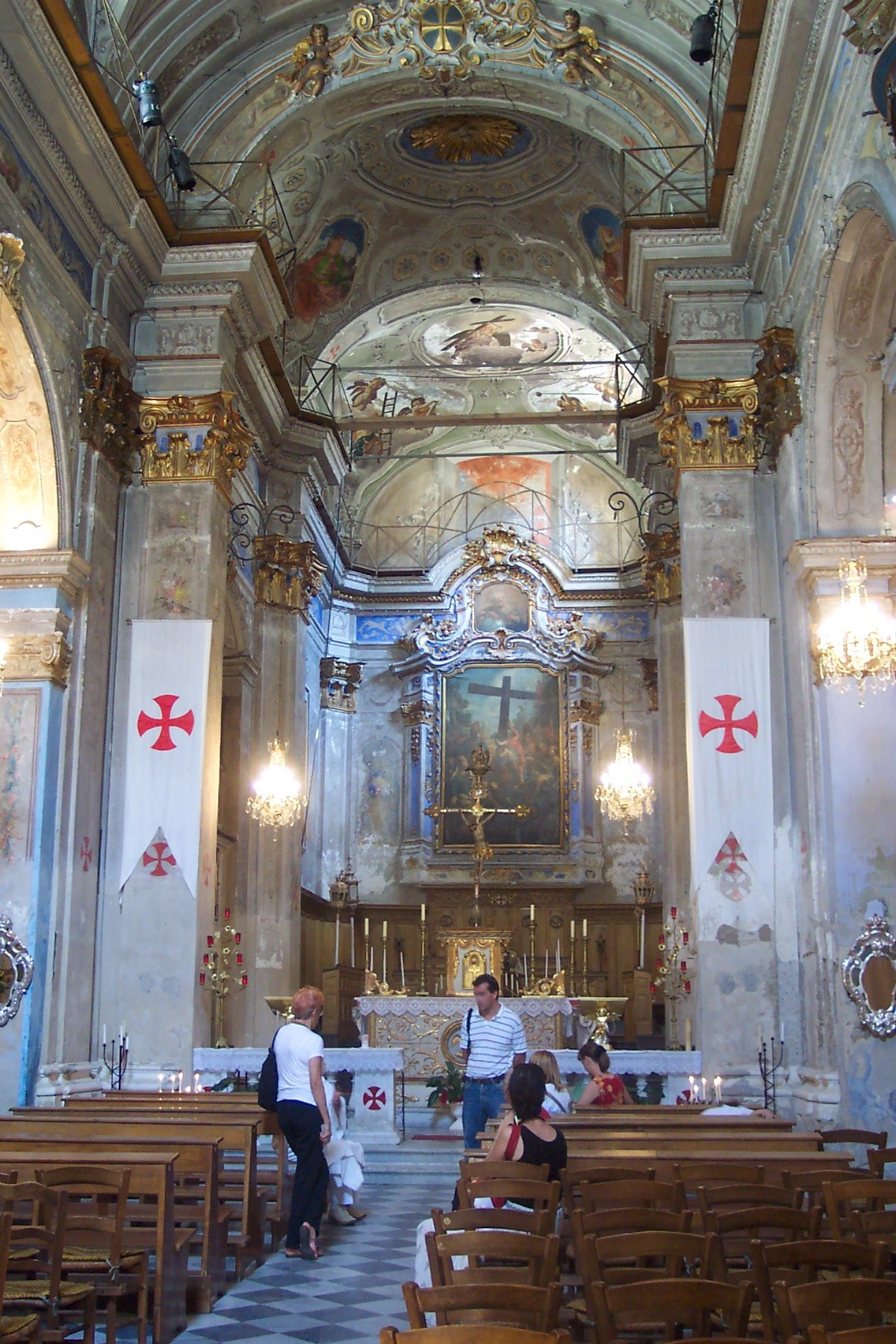
Ste-Croix (Nizza)

Bemerkenswert ist das Blumenmotiv auf allen Pilastern und Friesen sowie die Gewölbemalerei des 19. Jahrhunderts. Eine Reihe von Gemälden des 17. Jahrhunderts zur Geschichte des Kreuzes stammen aus der ersten Heilig-Kreuz-Kapelle.